# Pholidoscelis umbratilis
Espèce
Synonymes
- Ameiva chrysolaema umbratilis Schwartz & Klinikowski, 1966

Pholidoscelis umbratilis est une espèce de sauriens de la famille des Teiidae.

## Répartition
Cette espèce est endémique de République dominicaine. Elle se rencontre dans la province de Barahona jusqu'à 550 m d'altitude dans la vallée de Neiba.

## Publication originale
- Schwartz & Klinikowski, 1966 : The Ameiva (Lacertilia: Teiidae) of Hispaniola. II. Geographic variation in Ameiva chrysolaema Cope. Bulletin of the Museum of Comparative Zoology at Harvard College, vol. 133, no 10, p. 425-487 (texte intégral).